# Trédaniel
Trédaniel (bret. Trezeniel) – miejscowość i gmina we Francji, w regionie Bretania, w departamencie Côtes-d’Armor.
Według danych na rok 1990 gminę zamieszkiwało 747 osób, a gęstość zaludnienia wynosiła 47 osób/km² (wśród 1269 gmin Bretanii Trédaniel plasuje się na 692. miejscu pod względem liczby ludności, natomiast pod względem powierzchni na miejscu 629.).